# 品類抄 日朗師
『品類抄』（日朗師）（ひんるいしょう にちろうし）は、日向の念仏の宝塔や道場建設等の謗法に触れた文。
日朗師の遺言
これと同様に、日向の謗法の話は、他派にも存する。